# Viva Réenstierna
Viva Alfsol Ottilia Réenstierna, född 21 mars 1879, död 9 december 1952, var en svensk författare. Hon utgav fjorton underhållningsromaner mellan 1911 och 1920. Hon var dotter till Malvina Bråkenhielm.